# Winfield (Texas)
Pour les articles homonymes, voir Winfield.
Winfield est une ville du comté de Titus située dans l’État du Texas, aux États-Unis.